# Europäischer Strandling
Der Europäische Strandling (Littorella uniflora) ist eine Pflanzenart innerhalb der Familie der Wegerichgewächse (Plantaginaceae). Diese selten gewordene Pflanzenart kommt nur in nährstoffarmen Stillgewässern vor.

## Beschreibung

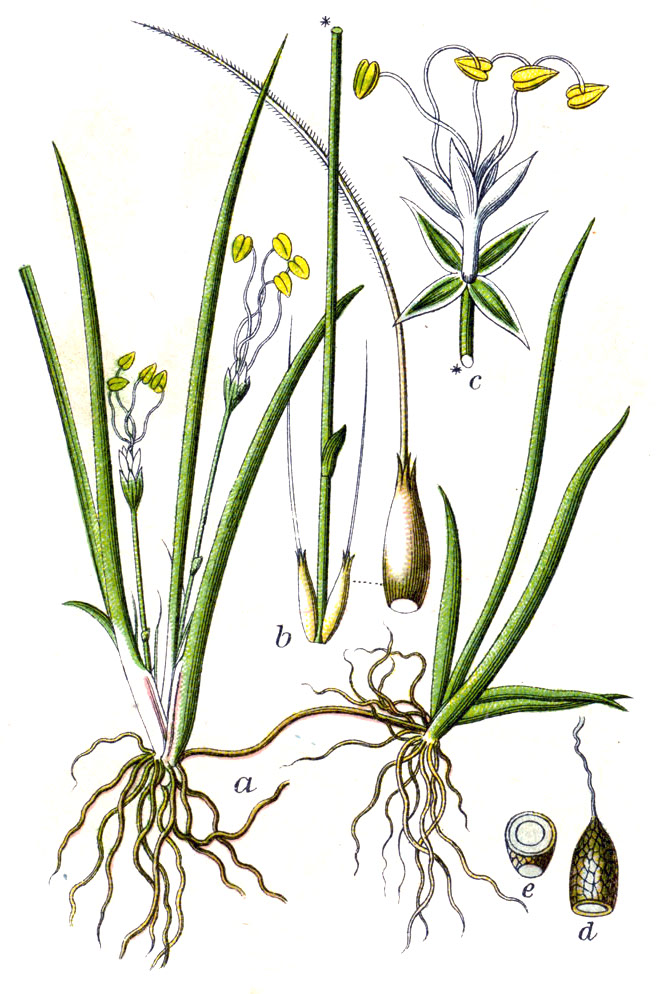
Illustration aus Jacob Sturm: Deutschlands Flora in Abbildungen, Band 11, 1796, Tafel 58

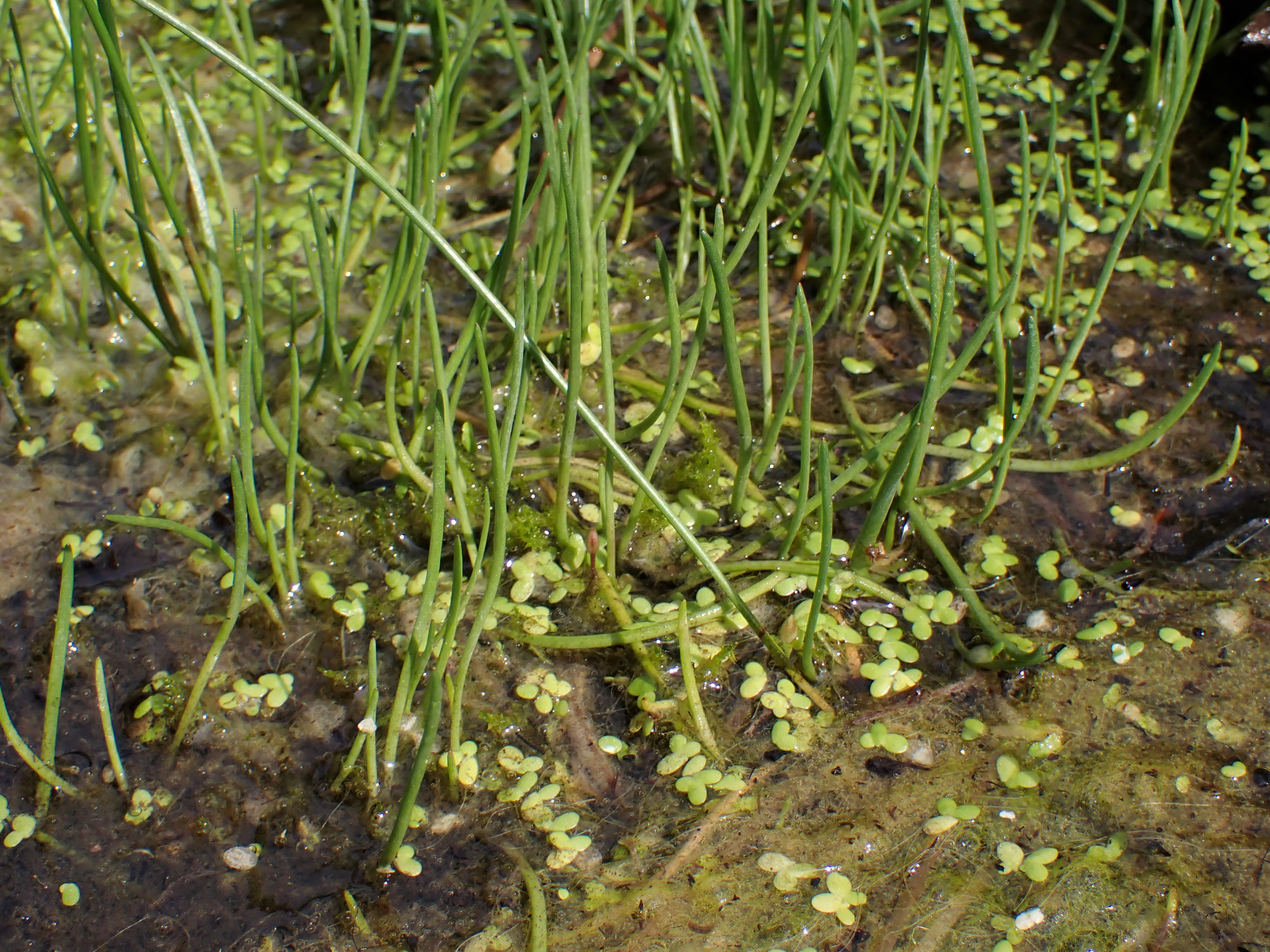
Strandling im Flachwasser

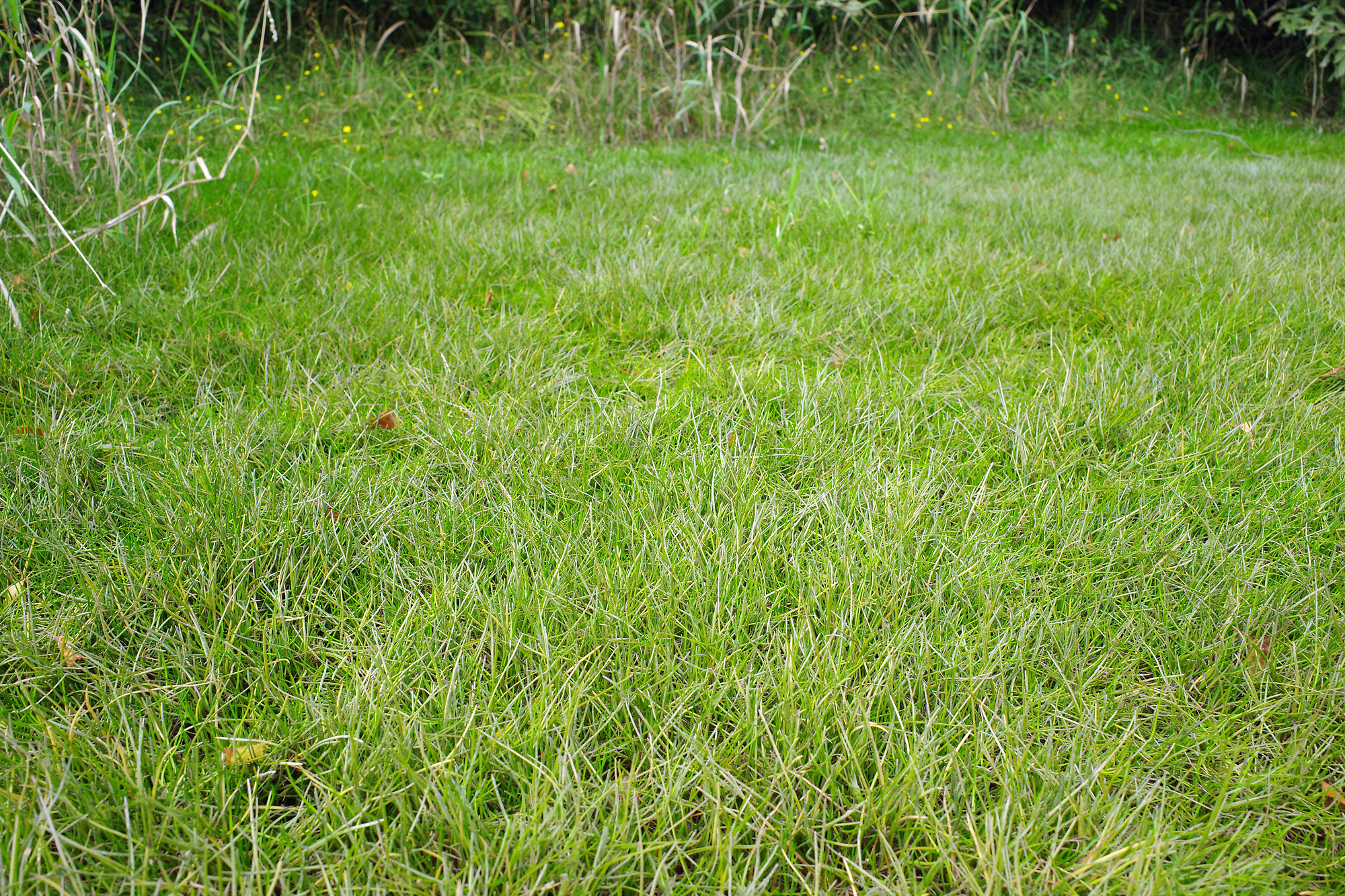
Nach längerem Trockenfallen sieht die terrestrische Wuchsform im Bestand ähnlich wie Scherrasen aus (Oberharzer Teiche)

### Vegetative Merkmale
Der Europäische Strandling wächst als immergrüne, ausdauernde krautige Pflanze und erreicht Wuchshöhen von 3 bis 12 Zentimetern. Er bildet bis zu 15 Zentimeter lange Ausläufer und bildet daher Rasen.
Seine Laubblätter stehen bis zu 30 Stück in Rosetten, sie sind sehr veränderlich und variieren je nach Wasser- oder Landform. Die Laubblätter sind jedoch immer kahl bis schwach behaart, erscheinen im Durchmesser rundlich bis oval und sind am Grund scheidig. Sie sind schmal-linealisch, grasartig, oft rinnig und kahl.

### Generative Merkmale
Der Europäische Strandling ist einhäusig getrenntgeschlechtig (monözisch). Die männlichen Blüten stehen auf langen Stielen. Sie sind 6 bis 8 Millimeter lang, ihre Krone ist röhrenförmig, vierteilig und weißlich. Die Staubfäden sind sehr lang und ragen weit aus der Blüte heraus. Die weiblichen Blüten stehen am Grund des Stiels der männlichen Blüten. Sie stehen meist zu zweit, haben eine 4 Millimeter lange Krone und eine 12 Millimeter lange Griffel.
Die unscheinbaren, röhrenförmigen Blüten sind etwa 5 Millimeter lang, hellbraun gefärbt und stehen zu fünft in Blütenständen mit je meist drei männlichen gestielten Blüten und einer am Grund in den Achseln stehenden weiblichen Blüte. Bisher wurde nur die Landform blühend beobachtet. Um Selbstbestäubung zu vermeiden, blühen die weiblichen Blüten etwas früher als die männlichen. Die Hauptblütezeit liegt zwischen Mai und Juni, während der Niedrigwasserphasen der Gewässer. Fällt ein Niedrigwasser aus, ist eine verschobene oder zweite Blüte von August bis September möglich, falls es zu einem Trockenfallen der Wuchsorte kommt.
Die Früchte bilden kleine, hartschalige Nüsschen, die nach der Reifung nahe der Rosettenbasis verbleiben und auffällige Rasen hervorrufen, wenn sie im Umfeld der Mutterpflanze auskeimen.

### Chromosomenzahl
Die Chromosomenzahl beträgt 2n = 24.

## Vorkommen

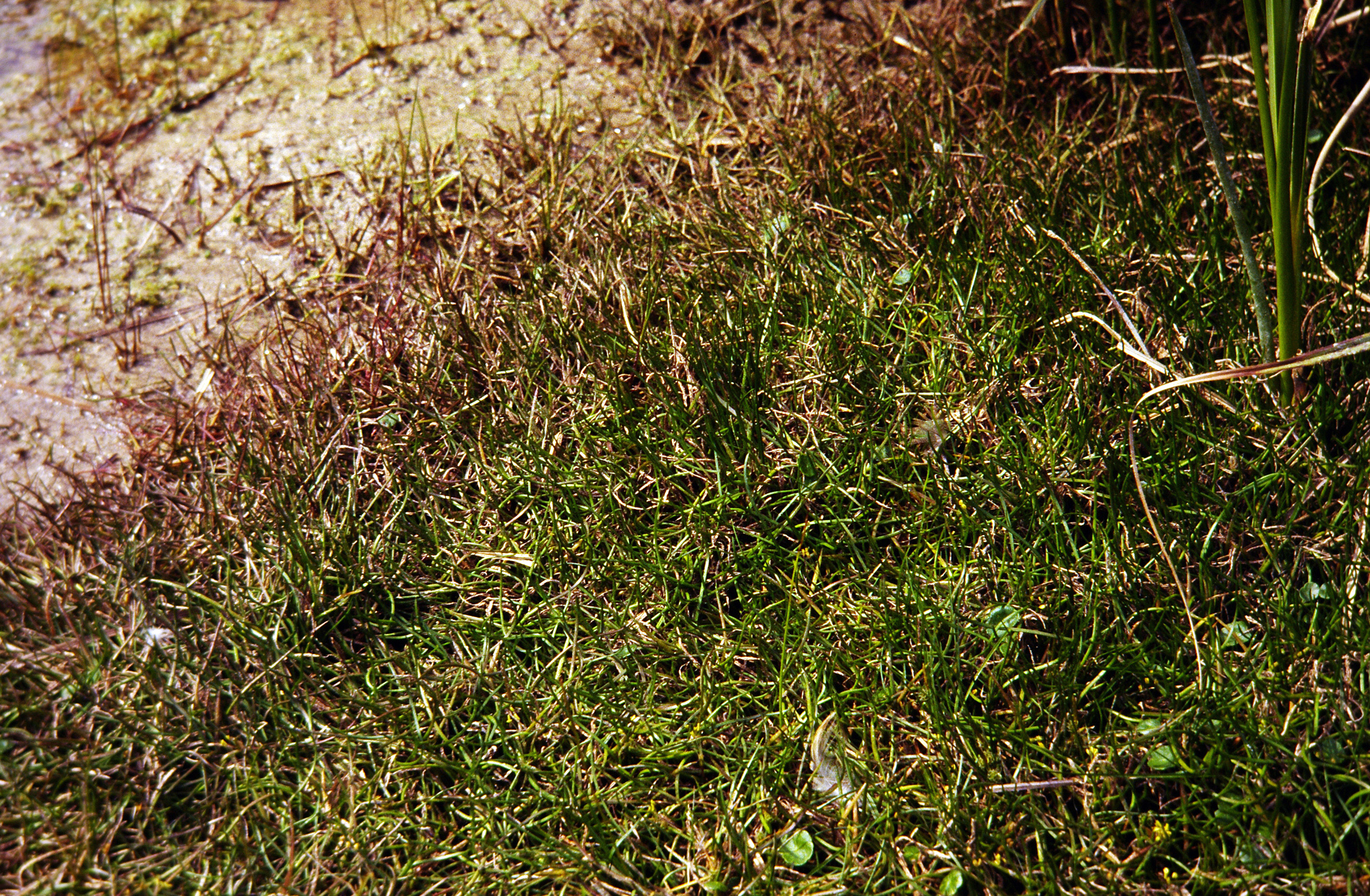
Der Europäische Strandling am sandigen Ufer eines Gewässers auf Gotland

Das Verbreitungsgebiet der Art umfasst Europa und die Azoren.
Der Europäische Strandling wächst in nährstoffarmen, oligo- oder mesotrophen Seen und Heideweihern bis zu einer Tiefe von 3 Metern. Er ist jedoch auch an deren zeitweise trockenfallenden Gewässerrändern zu finden. Im Küstenbereich wächst er auch in feuchten Dünentälern. Er kann allerdings nur einen geringen Salzgehalt ertragen.
Die ökologischen Zeigerwerte nach Landolt et al. 2010 sind in der Schweiz: Feuchtezahl F = 4+w+ (nass aber stark wechselnd), Lichtzahl L = 4 (hell), Reaktionszahl R = 3 (schwach sauer bis neutral), Temperaturzahl T = 4 (kollin), Nährstoffzahl N = 2 (nährstoffarm), Kontinentalitätszahl K = 2 (subozeanisch).
Der Strandling ist in ganz Deutschland nur selten anzutreffen, einige seiner Bestände sind stark bedroht. Die stärkste Ausbreitung erfährt er momentan in den Oberharzer Teichen. Weiterhin kommt er am Großen Wusterwitzer See vor. Der Europäische Strandling wird auf der Roten Liste der Gefäßpflanzenarten Deutschlands als „stark gefährdet“ eingestuft. Auch in der Schweiz wird er als stark gefährdet bewertet.
Ursachen für sein zunehmendes Verschwinden sind u. a. die Eutrophierung der Gewässer und das Betreten oder Befahren solcher. Vor allem der Bootsverkehr und der dadurch z. T. starke Wellenschlag machen dem Strandling zu schaffen. Sonst wurde der Europäische Strandling nur in anderen Teilen Europas und auf den Azoren gesichtet. Er ist Kennart der Ordnung Littorelletalia.

## Systematik
Die Erstveröffentlichung erfolgte 1753 unter dem Namen (Basionym) Plantago uniflora durch Carl von Linné in Species Plantarum, Tomus I, S. 115. Die Neukombination zu Littorella uniflora (L.) Asch. wurde 1864 von Paul Ascherson in Fl. Brandenburg, Band 1, S. 544 veröffentlicht. Der Europäische Strandling (Littorella uniflora (L.) Asch.) wird von manchen Autoren in die Untergattung Littorella der Gattung Plantago gestellt und heißt dann wie schon bei Linné im Jahr 1753 Plantago uniflora L.